# 1992년 OB 베어스 시즌
1992년 OB 베어스 시즌은 OB 베어스가 KBO 리그에 참가한 11번째 시즌이다. 윤동균 감독이 정식 부임하여 팀을 이끈 첫 시즌이며, 김광림이 주장을 맡았다. 팀은 8팀 중 정규시즌 5위에 그쳐 5년 연속으로 포스트시즌 진출에 실패했는데  시즌 초반 베테랑 장호연에게 3완투를 포함하여 팀투구(당시 166이닝)의 18%를 떠맡긴 점, 같은 시기 김상진(21이닝)과 대졸신인 권명철(19.2이닝) 등 3명에게 43%를 던지게 하는 등 무리한 투수기용으로 비난을 사야 했다.

## 타이틀
- 올스타 선발: 장호연 (투수), 김상호 (외야수)
- 올스타전 추천선수: 박철순, 김태형, 김형석
- 출장(타자): 김형석 (126)
- 선발등판: 장호연 (30)
- 완투: 장호연 (17)
- 이닝: 장호연 (225)
- 상대한 타자 수: 장호연 (939)

### 퓨처스리그
- 북부리그 장타율: 장원진 (0.564)
- 북부리그 OPS: 장원진 (0.980)
- 북부리그 2루타: 이전진, 장원진 (10)
- 북부리그 홈런: 길홍규 (5)
- 북부리그 타점: 이전진 (23)

## 선수단
- 선발투수 : 장호연, 김상진, 김진욱, 김동현
- 구원투수 : 하창우, 강병규, 권명철, 김만조, 구동우, 권영일, 이상훈, 노석기, 김보선, 이상현, 홍길남
- 마무리투수 : 박철순, 김익재, 이광우, 이진, 김진규, 조중석
- 포수 : 박현영, 김태형, 조경택, 최덕현
- 1루수 : 김형석, 길홍규, 김종석
- 2루수 : 김광수, 구천서
- 유격수 : 이명수, 이종민
- 3루수 : 임형석, 정삼룡, 안경현
- 좌익수 : 장원진, 곽연수
- 중견수 : 김광림, 안대환
- 우익수 : 강영수, 강형석, 고원부
- 지명타자 : 김상호, 최동창, 최영술, 이전진, 김인철

## 여담
- 팀은 이 시즌에 창단 첫 KBO 퓨처스리그 우승을 달성했다.
- 김광수는 이 시즌을 끝으로 은퇴하여 KBO 리그 사상 월요일 경기 통산 최다 희생타(11)를 기록한 선수가 되었다.

## 같이 보기
- 1993년 OB 베어스 시즌